# حسن‌آباد (بیضا)
حسن‌آباد (بیضا)، روستایی از توابع بخش بیضا شهرستان بیضا در استان فارس ایران است.

## جمعیت
این روستا در دهستان بانش قرار دارد و براساس سرشماری مرکز آمار ایران در سال ۱۳۸۵، جمعیت آن زیر سه خانوار بوده‌است.